# Viișoara (okręg Konstanca)
Viișoara – wieś w Rumunii, w okręgu Konstanca, w gminie Cobadin. W 2011 roku liczyła 1492 mieszkańców.